# Рыскулбеков, Кайрат Ногайбаевич
Кайра́т Ногайба́евич Рыскулбе́ков (каз. Қайрат Ноғайбайұлы Рысқұлбеков, 13 марта 1966 года, село Коктерек, Мойынкумский район, Джамбульская область, Казахская ССР, СССР — 21 мая 1988 года, Семипалатинск, Казахская ССР, СССР) — участник декабрьских событий 1986 года в Алма-Ате, после которых был приговорён к высшей мере наказания — смертной казни. Позже приговор изменили на двадцать лет лишения свободы. Погиб в Семипалатинской тюрьме по дороге к месту лишения свободы при невыясненных до конца обстоятельствах. В 1992 году посмертно был полностью реабилитирован. В 1996 году указом президента Казахстана ему было посмертно присвоено звание «Народный герой».

## Биография

### До института
Кайрат был шестым ребёнком в большой семье Ногайбая и Даметкен Рыскулбековых, которые жили и работали в совхозе «Коктерек» Мойынкумского района Джамбульской области. Происходит из подрода Бестерек рода шымыр племени дулат.
Учился в школе-интернате в селе Новотроицком (сейчас Толе Би, Шуский район, Джамбульская область), в школе активно участвовал в общественной жизни, выпускал стенгазету, был секретарём комсомольской ячейки. По воспоминаниям его младшего брата:
Мы учились в школе-интернате для детей животноводов Чуского и Мойынкумского районов. Он хорошо учился и был активистом. Вступив в седьмом классе в комсомол, он сразу был избран секретарём комитета комсомольской организации нашей школы. Он очень ответственно относился к своим обязанностям. Это не мешало ему быть спортсменом, заниматься борьбой. Именно Кайрат привёл меня в первый раз в секцию бокса. Ещё одна его черта — он любил чистоту. Если видел на моей рубашке грязный воротник, требовал тут же сменить рубашку или постирать её.
В 1983 году окончил среднюю школу. После окончания десятилетки он сдал документы в Алма-Атинский архитектурно-строительный институт (ААСИ), однако с первого раза не поступил, вернулся в родной аул и некоторое время работал там скотником.
В 1984—1986 годах проходил срочную службу в десантных войсках в воинской части № 33635 (13-я отдельная воздушно-штурмовая бригада — дислокация в Магдагачи и Завитинске Амурской области, Дальневосточный военный округ), окончил службу в звании сержанта. В августе 1986 году вернулся домой из армии. По словам его отца Ногайбая:
В тот год Кайрат вернулся из армии. Мы не ждали его в тот день. На наше удивление столь неожиданным приездом, прочитал стихи, но никто не придал им значения. Аульские ребята, за редким исключением, на язык остры… Поэтому я и не догадывался, что сын пишет стихи.

### В институте, Желтоксан

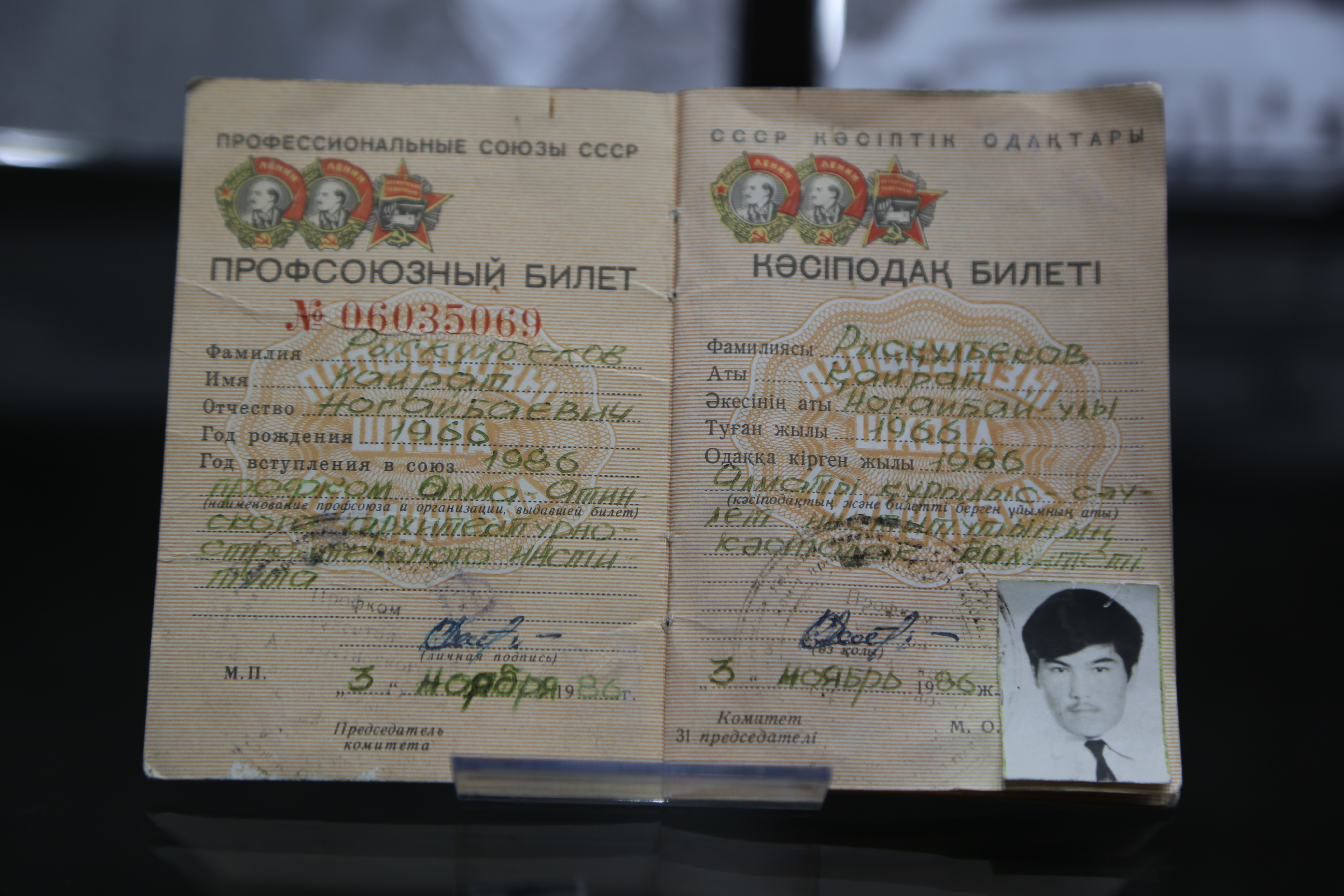
Профсоюзный билет Кайрата Рыскулбекова, ноябрь 1986 года

Осенью 1986 года он поступил в Алма-Атинский архитектурно-строительный институт (ААСИ), в Алма-Ате жил в общежитии № 1 ААСИ в секции 17-а; по воспоминаниям Ногайбая Рыскулбекова, учёба давалась Кайрату сложно. В институте Кайрат был членом студенческого профбюро, ревизором по общепиту, командиром комсомольской дружины. Каждую субботу первокурсники устраивали своеобразные посиделки — угощались присланными из дома разносолами, чаем из электросамовара, играли на домбре, слушали стихи, которые писал Кайрат.
17 декабря 1986 года в Алма-Ате начались декабрьские события, о которых Кайрат и его сокурсники узнали по радио. Декан факультета и его заместители строго-настрого запретили студентам выходить из института и присоединяться к демонстрантам. Тем не менее, 18 декабря 1986 года Кайрат вместе с рядом других студентов из его общежития отправился на митинг. На свидании со своим отцом во время следствия Кайрат сообщал ему, что пошёл на площадь имени Л. И. Брежнева, как и все, без каких-либо целей. После того как демонстрантов начали разгонять водомётами, возбуждённая толпа двинулась к зданию Союза писателей Казахстана, чтобы встретиться с Олжасом Сулейменовым. Однако входы в здание были закрыты, группа студентов, в числе которых был Кайрат, побежала в сторону Казахского педагогического института на проспект Ленина. Примерно в это время Рыскулбеков был заснят на фото- и видеокамеры сотрудниками КГБ.

### Судебный процесс
1 января 1987 года Рыскулбеков был задержан на основании фотоснимка, сделанного 18 декабря в 9 часов 30 минут утра на углу улицы Фурманова и проспекта Абая, в день задержания он был в селе Коктерек в доме дяди по материнской линии. На одной с ним скамье подсудимых оказались Тугельбай Ташенов, Джамбылбек Тайжумаев, Ертай Кобеспаев, Кайыргельды Кузембаев. По воспоминаниям Кузембаева, он познакомился с Кайратом Рыскулбековым только когда их везли в Верховный суд Казахской ССР. Ему запомнились слова Кайрата о том, что его обманом заставили взять на себя убийство дружинника Савицкого, — когда он сидел в камере с рецидивистами, его убедили, что если он возьмёт на себя убийство дружинника, то срок лишения свободы будет меньше, чем за милиционера. На вопрос, почему он взял на себя убийство, которого не совершал, Кайрат ответил, что думал о спокойствии близких и родных, так как ему сказали, что в противном случае погубят семью.
Судебный процесс начался 25 мая 1987 года. На первом заседании присутствовали представители телевидения, однако после первого перерыва они по чьему-то указанию покинули зал. В числе инкриминированных Рыскулбекову преступлений было нанесение телесных повреждений сержанту милиции А. А. Алмабекову и убийство народного дружинника, инженера радиотелецентра С. А. Савицкого (Сергей Савицкий умер 19 декабря в 4:30, у него осталось двое детей — восьми и трёх с половиной лет). Ход судебного процесса стал известен благодаря Адильбеку Оразову, который был назначен общественным обвинителем и вёл стенограмму заседаний, несмотря на то, что ему несколько раз делали замечания по этому поводу.
29 мая 1987 года. По пояснениям Алмабекова, Рыскулбеков ударил его палкой и закричал: «Мент поганый, чего ты оделся в форму?». Рыскулбеков не признал этого и сказал, что когда он спускался по проспекту Ленина, у него не было в руках палки.
1 июня 1987 года. По показаниям свидетеля Магомеда Гарданова, 1961 года рождения, курсанта радиотехнического училища, он стоял в оцеплении и видел Кузембаева и Рыскулбекова. В тот же день свидетель Иоф Исакович сообщил, что видел толпу, двигавшуюся в сторону улицы Сатпаева, в которой ему особенно запомнился Рыскулбеков с палкой в руках. Свидетель Аскар Каюмов сообщил, что его привезли на площадь (перекрёсток улиц Мира и Сатпаева) для поддержания порядка. Он видел, как толпа напала с палками и камнями на автобус № 18. По его словам, Рыскулбеков был впереди толпы и всё время что-то кричал. Кроме Рыскулбекова, он никого не запомнил. Свидетель Игорь Гамаюнов, рабочий АЗТМ, узнал Рыскулбекова по фотографии. По словам Гамаюнова, Рыскулбеков был наиболее активным из всех демонстрантов, бил по стеклу автобуса, избил дружинника.
2 июня 1987 года. Свидетельница Наталья Дарюшина сообщила, что видела избиение Савицкого через окно аппаратной. По её словам, на её глазах Рыскулбеков ударил Савицкого три—четыре раза, а Ташенов и Кузембаев размахивали палками и никого не подпускали, избиение длилось около 10 минут.
3 июня 1987 года. Свидетель Василий Белолипецкий сообщил, что когда Рыскулбеков и другие напали на 18-й автобус, их отогнали, и в тот момент Белолипецкий заметил, что один из дружинников пытался встать и отползти. Кто его бил, свидетель не видел, но видел стоявшего рядом Рыскулбекова. Рыскулбеков заявил, что на первой очной ставке Белолипецкий не узнал его, но тогда следователь приказал всем повернуться спиной. У Рыскулбекова на каблуке обуви была бирка с фамилией, и, когда он снова повернулся, Белолипецкий сразу показал на него.
4 июня 1987 года. Свидетельница Е. Осипова показала, что знала потерпевшего Алмабекова, она не видела, как его избивали, но он пришёл в ресторан весь в крови, и она вызвала скорую помощь. Алмабеков подтвердил, что всё было именно так.
5 июня 1987 года. Свидетель Пётр Милованов сообщил, что дежурил на площади (пересечение улиц Фурманова и Сатпаева), поступил приказ запоминать бунтовщиков. По его словам, в январе и феврале он на фотографиях узнал только Рыскулбекова. При этом когда показывал на фотографии, он указывал на Кузембаева, а среди обвиняемых он указал на Рыскулбекова. Милованов путался также в дате дежурства и других показаниях. Свидетельница Надежда Валяева, работница радио, сообщила, что из окон студии видела, как избивают палками человека. Больше всего ей бросились в глаза пятеро, запомнила она двоих, в том числе — Рыскулбекова.
11 июня суд приступил к прениям, 15 июня Рыскулбеков произнёс своё последнее слово:
Я виню себя в том, что оказался под влиянием организаторов беспорядков… Я думал, что там будет мирный митинг, не ожидал столкновений. Граждане судьи и народные заседатели, верьте моей честности, я не имею ни малейшего отношения к смерти дружинника Савицкого.
Кайрат не признал за собой вины, также согласно его последнему слову на суде — настоящему мужчине не стоит стоять в стороне, когда избивают девушек. В последнем слове он также читал свои стихи, призывал суд и прокурора быть справедливыми, просил учесть его молодость, просил прощение у родных и близких, попрощался с ними.
16 июня 1987 года судебная коллегия по уголовным делам Верховного Суда Казахской ССР под председательством члена Верховного Суда Е. Л. Грабарника, рассмотрев дело в открытом заседании, приговорила Кайрата Рыскулбекова к исключительной мере наказания — расстрелу. В общей сложности, согласно приговору, при активном участии Кайрата Рыскулбекова были сожжены 9 машин, повреждены ещё 152, ранены 326 милиционеров и 196 военнослужащих; он нанёс ущерб государству на сумму 302 644 рубля.
Согласно заявлению Кайрата прокурору республики от 8 августа 1987 года, в один из дней следствия, когда он содержался в камере № 7 следственного изолятора республиканского КГБ, начальник следственного отдела прокуратуры республики Алексей Дубаев запустил к Рыскулбекову в камеру своего осведомителя Павла Весельева.
В прощальном письме, ходатайствах о помиловании в Верховный Совет СССР и жалобе на имя прокурора республики Кайрат полностью отрицал свою причастность к убийству Савицкого, жаловался на неправильные методы ведения следствия, лжесвидетельства, необъективность. В последнем письме, обращённом к родным, Кайрат писал:
Да, не стану скрывать, 18 декабря 1986 года я ходил на площадь. К тому меня побудило: во-первых, желание увидеть собственными глазами, что же там такое происходит. Во-вторых, решимость выполнить долг гражданина и мужчины защитника, если подтвердятся разговоры о том, что солдаты и милиционеры безжалостно избивают молоденьких казахских девушек. …Однако, Бог тому свидетель, я никого не убивал. Совершить такое выше моих сил, возможностей. Никогда и ни при каких обстоятельствах я не смог бы пойти на это. Да, было дело, ударил несколько раз одного милиционера за то, что он таскал за волосы и избивал изуверски какую-то девушку. Но этот человек по сей день жив, ничего такого с ним не случилось. На том исчерпывается всё моё преступление…
23 апреля 1988 года постановлением Президиума Верховного Совета СССР смертная казнь была заменена лишением свободы на 20 лет. В письме родным, которое, согласно заключению юристов из комиссии Мухтара Шаханова, было написано в состоянии аффекта, он писал:
…Как вы и сами слышали, расстрел заменили мне двадцатью годами. Такой поворот судьбы кого-то, быть может, обрадовал бы или утешил. Но лично мне это сообщение радости не принесло. Дорогая мама, ты не можешь не понять меня! Мне невыносимо тяжело от мысли, что должен сидеть и сидеть в этой темнице без вины. Одиннадцать месяцев рокового мгновения истощили меня до предела. У меня не осталось никаких сил. И я не хочу ни за что терпеть двадцать лет мучений…

### Смерть
Кайрат должен был быть отправлен этапом через Караганду в Свердловск, однако первоначальный маршрут был по неизвестным причинам изменён, и он попал в другую тюрьму. 21 мая 1988 года по пути следования к месту отбывания наказания в город Ивдель он погиб при загадочных обстоятельствах в камере № 21 семипалатинской тюрьмы. Согласно официальной версии следствия, Рыскулбеков повесился на майке сокамерника. За день до смерти к нему в камеру был помещён шесть раз судимый уголовник Леонид Кимович Власенко, 1953 года рождения, на чьей майке, по официальной версии, и повесился Кайрат Рыскулбеков.
В заключении экспертов не были даны исчерпывающие ответы на вопросы, когда наступила смерть Рыскулбекова, сколько он находился в петле, каков был характер странгуляционной борозды и каким предметом она была сделана. Осталось непонятным, для чего Рыскулбекову была нужна майка, которую ему якобы дал Власенко и на которой он был потом повешен, если у самого Рыскулбекова в сумке, находящейся в камере, было две собственных майки.
В августе 1992 года в редакцию семипалатинской областной газеты «Иртыш» пришло письмо от соседа Кайрата по камере Л. К. Власенко, в котором он признался в убийстве Кайрата Рыскулбекова (орфография и пунктуация сохранены):
В данное время я нахожусь в тюрьме, недавно прочитал немецкое издание автора Эмиля Кремера «Открытые глаза» и поверив в Бога и правду, у меня появилась нужда в необходимой правдивой публикации о естественной смерти Кайрата Рыскулбекова виновником которого являюсь я. Я находясь в одной камере с Кайратом Рыскулбековым в Семипалатинской тюрьме, повешал его по заданию органов внутренних дел. В подробностях я хочу рассказать корреспонденту вашей газеты «Иртыш», чтобы очиститься от мерзости, которую я совершил. В данное время я нахожусь в Семипалатинской тюрьме, так как администрация тюрьмы не желает этой огласки в печати за свои тёмные (сатанические) дела, где замешаны системы МВД, к которой она относится.
Смерть Кайрата Рыскулбекова вызвала большой отклик в обществе. Юрист Латвийской лиги по правам человека В. Богданов, прибывший в Алма-Ату по специальному приглашению и лично ознакомившийся с делом Рыскулбекова, писал в справке, переданной комиссии М. Шаханова:
Дело К. Рыскулбекова является стержневым в сумме уголовных дел, возбуждённых по событиям 1986 года. Поэтому ему уделялось особое внимание… А вот о том, для чего и кому нужна была смерть К. Рыскулбекова, говорить не только можно, но и нужно. То, что смерть К. Рыскулбекова — это социальный заказ, факт практически бесспорный. Его смерть была нужна тем, кто давал добро на искусственное создание уголовных дел в отношении ни в чём не повинных людей. Они были спокойны, когда считали, что рано или поздно приговор будет приведён в исполнение и расстрел К. Рыскулбекова позволит им «похоронить» его дело вместе с ним. Но случилось непредвиденное, Рыскулбеков был оправдан и для них возникла реальная угроза разоблачения и возмездия. Вот тогда-то к ним пришла иезуитская мысль: расправиться с Рыскулбековым и таким образом спрятать «концы в воду». Как бы то ни было, эта версия имеет больше прав на существование, чем официальная, пытающаяся убедить нас в том, что Рыскулбеков покончил самоубийством…
Кайрат был похоронен в Семипалатинске, его родителям не разрешили забрать тело на родину.

## Реабилитация

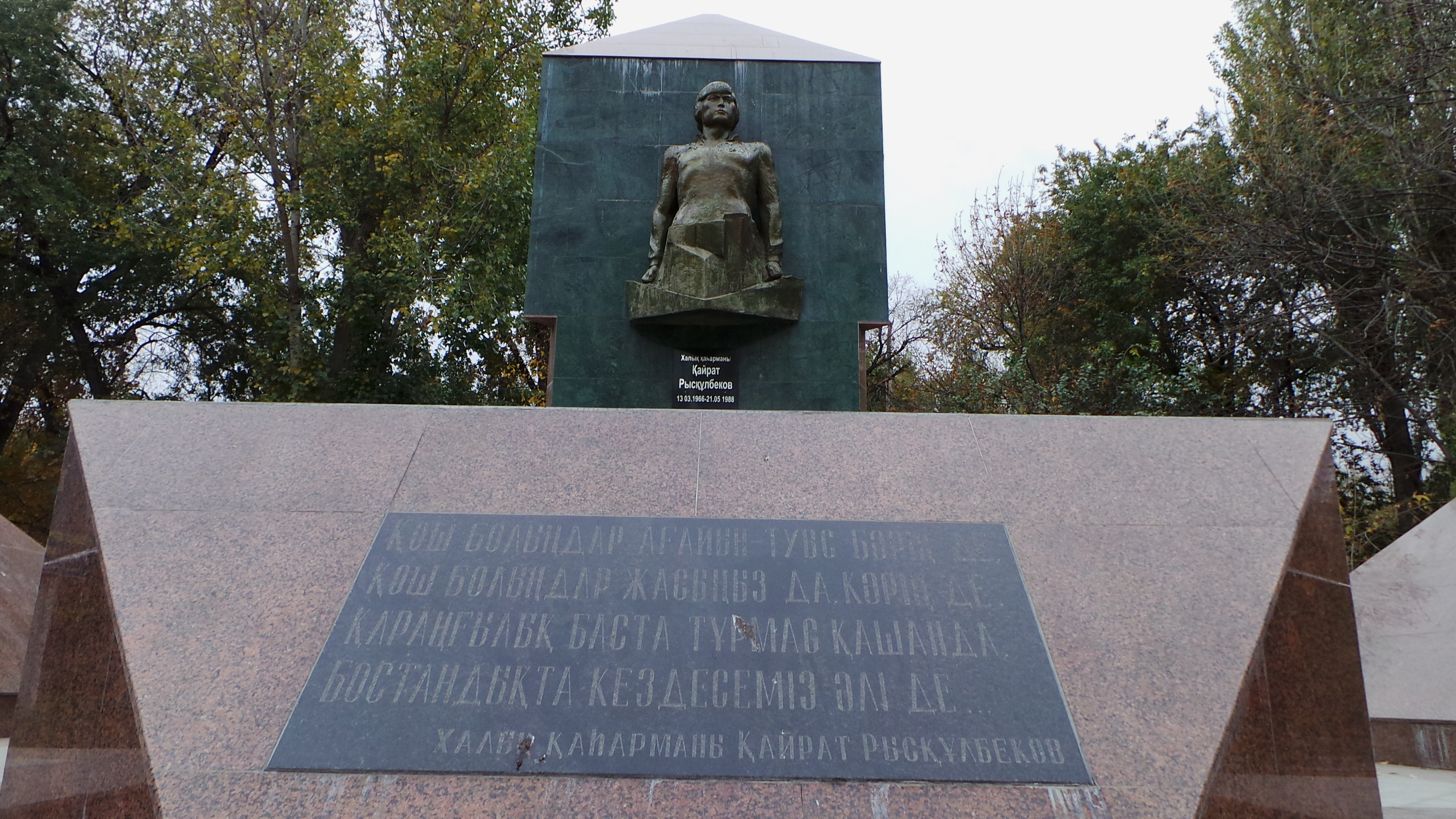
Памятник Рыскулбекову в Таразе (1996—2018)

После выступлений и требований народного депутата Верховного Совета СССР Мухтара Шаханова на съезде народных депутатов СССР и сессиях Верховного Совета СССР, Президиум Верховного Совета Казахской ССР организовал Комиссию по окончательной оценке декабрьских событий 1986 года в Алма-Ате и других областях Казахстана. К работе комиссии были привлечены более 200 специалистов-экспертов различных специальностей — юристы, медики, социологи, политологи, философы, демографы, экономисты, практические работники прокуратуры, юстиции, МВД, бывшие работники КГБ, представители творческой интеллигенции и общественных организаций — комсомола, профсоюзов, а также Советов народных депутатов. В качестве членов и экспертов комиссии были привлечены также представители общественных правозащитных организаций — Латвийской лиги прав человека, Казахстанского общественного комитета по правам человека, общественного комитета по проблемам Арала, Балхаша и экологии Казахстана, антиядерного движения «Невада — Семипалатинск» и других. Четыре независимых эксперта комиссии изучили уголовное дело Рыскулбекова и пришли к выводу о неправомерности приговора. Это мнение разделил также руководитель бригады Прокуратуры СССР В. Гаев. Комиссия выяснила, что было возбуждено также уголовное дело по обвинению группы студентов энергетического техникума, которые использовали попавшие им в руки на площади сигнальные ракеты и другие спецсредства, однако это уголовное дело было прекращено прокуратурой, так как виновные в этом студенты дали нужные следователям показания по делу Рыскулбекова. Под сомнение был поставлен также факт самоубийства Рыскулбекова.
21 февраля 1992 года Кайрат Рыскулбеков был полностью реабилитирован.
9 декабря 1996 года указом президента Казахстана Кайрат Рыскулбеков был посмертно награждён званием «Халық Қаһарманы» (Народный Герой) и орденом «Отан».

## Память

Сестра Кайрата — Гульнар Рыскулбекова на открытии памятника в Таразе в 2018 году

В 1991 году был издан сборник стихов и дневниковых записей Кайрата Рыскулбекова «Ветви дуба».
В 1996 году режиссёр Калдыбай Абенов завершил съёмки фильма «Аллажар», посвящённого декабрьским событиям 1986 года. Фильм повествует о парне по имени Азат, который был заключён в тюрьму, прошёл через издевательства следователей и надсмотрщиков. Прототип Азата — Кайрат Рыскулбеков.
В Таразе при входе в парк имени Кайрата Рыскулбекова 17 декабря 1996 года был установлен его памятник, 27 октября 2018 года установили новый памятник в полный рост, на церемонии открытия которого присутствовала Гульнар Рыскулбекова — сестра Кайрата.
В декабре 2002 года в Семее открыли памятник Кайрату Рыскулбекову работы скульптора Муратбека Жанболатова, изобразившего Кайрата рвущимся из заточения. На открытие памятника приезжала мать Кайрата — Даметкен Рыскулбекова. В тот же день на его могиле установили  новое надгробие.
В Семее именем Кайрата Рыскулбекова названа средняя школа № 33, в которой функционирует посвящённый ему музей и детская организация «Жас Кайрат» (Молодой Кайрат). В Алма-Ате именем Кайрата Рыскулбекова названа улица, на которой расположена Казахская головная архитектурно-строительная академия (бывший Алма-Атинский архитектурно-строительный институт, в котором учился Кайрат Рыскулбеков).